# Mosquée Okasha
La mosquée Okasha (en arabe : مسجد النبي عكاشة) également connue sous les noms de mosquée Nebi Akasha ou mosquée Ukasha, est un lieu de culte historique et un maqam situés à Jérusalem.

## Emplacement
La mosquée Nebi Akasha est située dans la rue Straus, à l'ouest de Jérusalem, au nord de la vieille ville.

## Histoire

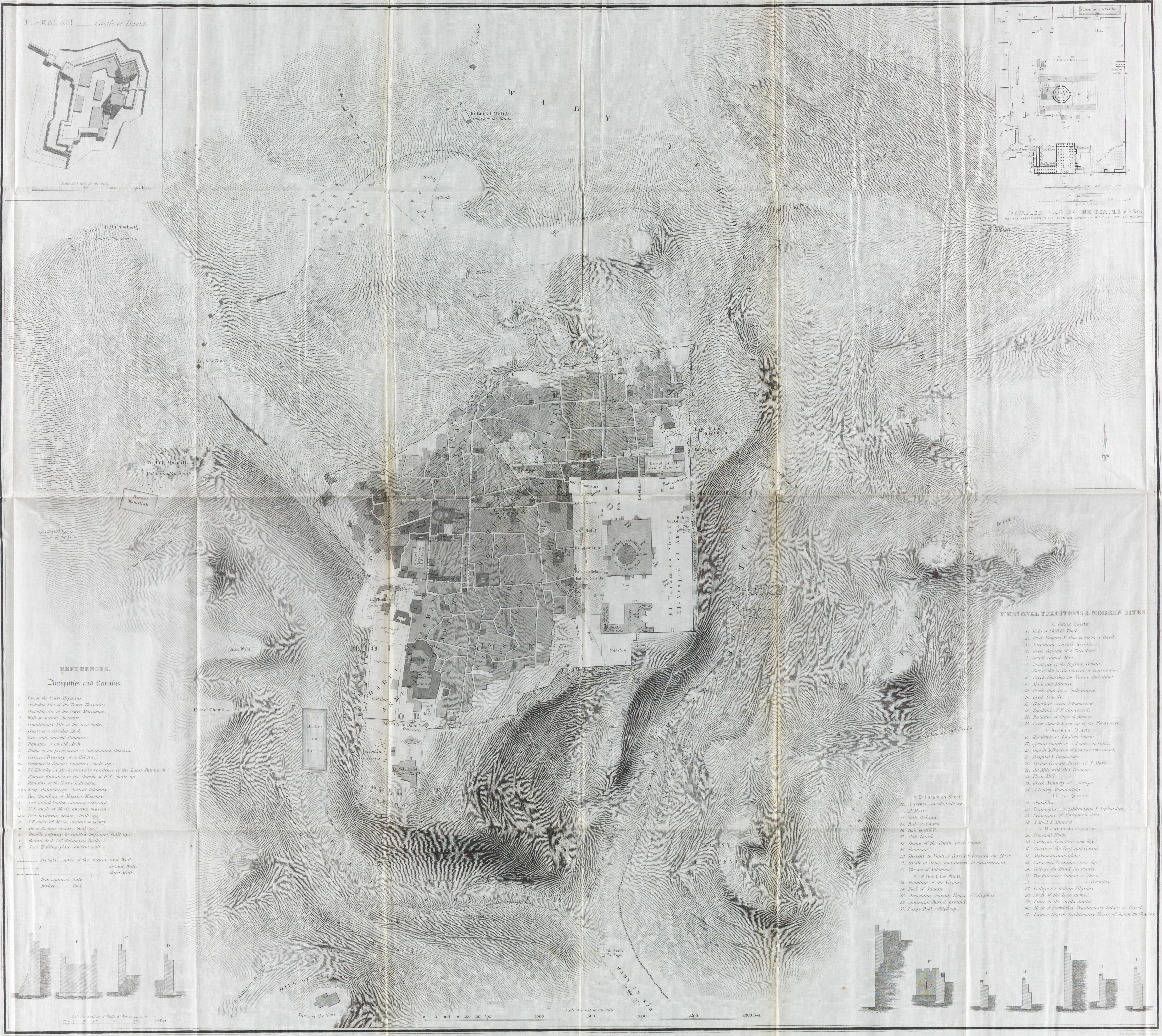
Tombs of the Martyrs" (en haut à gauche) représenté sur le site de la Mosquée Nebi Akasha dans la carte de Jérusalem de 1841 d'Aldrich et Symonds.

Le tombeau d'Ukasha ibn al-Mihsan, un compagnon du prophète islamique Muhammad qui s'est installé à Jérusalem après le siège de la ville en 637/38, a été construit au XIIe siècle de notre ère. Selon la tradition islamique, les soldats de Saladin ont été enterrés à cet endroit, il est devenu connu sous le nom de "Tombeau des Martyrs". Des ajouts ont été apportés au tombeau par les Mamelouks au XIIIe siècle. Il existe également une tradition selon laquelle Moïse, Jésus et Muhammad ont été enterrés ici, ce qui a conduit le Haut Commissaire britannique John Chancellor à nommer la rue voisine "Rue des Prophètes".
Pendant une période de 70 ans au XIXe siècle, la colline sur laquelle se trouve le tombeau a été utilisée comme lieu de rencontre par les étudiants du Vilna Gaon. Ces Juifs ont loué la colline à ses propriétaires arabes et se réunissaient pour étudier et prier le vendredi soir dans une tente, aux côtés de kabbalistes ashkénazes et sépharades locaux. À la fin du XIXe siècle, un quartier presque entièrement juif appelé Ukasha a été développé autour du tombeau, avec les ensembles de logements juifs de Sha'arey Moshe ou les Maisons Wittenberg (appelé quartier Waytenberk dans le recensement ottoman) fondé en 1885, Even Yehoshua fondé en 1891 et Kolel Varsha (appelé quartier Rabi Daud dans le recensement ottoman) fondé en 1897. Une mosquée a été construite à côté du tombeau au XIXe siècle.

### XXe siècle
Le 26 août 1929, lors des émeutes de Palestine de 1929, la mosquée a été attaquée par un groupe de Juifs. La mosquée a été gravement endommagée et les tombes ont été profanées. En raison de l'exode des Arabes palestiniens de Jérusalem ouest pendant la guerre arabo-israélienne de 1948, la mosquée a été abandonnée. Aujourd'hui, elle se trouve au milieu d'un parc, dans un quartier juif Haredi. Elle est située près de la jonction de la rue Straus et de la rue des Prophètes.
En décembre 2011, la mosquée a été vandalisée avec des graffitis par des extrémistes de droite qui ont tenté de l'incendier dans une attaque "Attaques "Prix à payer" (en)". La mosquée est inactive et la municipalité de Jérusalem l'utilise comme salle de stockage.
Le tombeau comprend l'inscription suivante arabe : لا اله الا الله ومحمد رسول الله، هذا ضريح سيدنا عكاشة صحابي رسول الله (Traduction : il n'y a pas de dieu en dehors de Dieu et que Mahomet est Son prophète et Son envoyé, ceci est le sanctuaire de notre maître Akasha, le compagnon du Messager d'Allah).
Le tombeau comporte également une date : Arabe : ١٢٨٠ (1280 AH, soit 1863 de l'ère commune), qui correspond à la date de la reconstruction du tombeau.

## Galerie

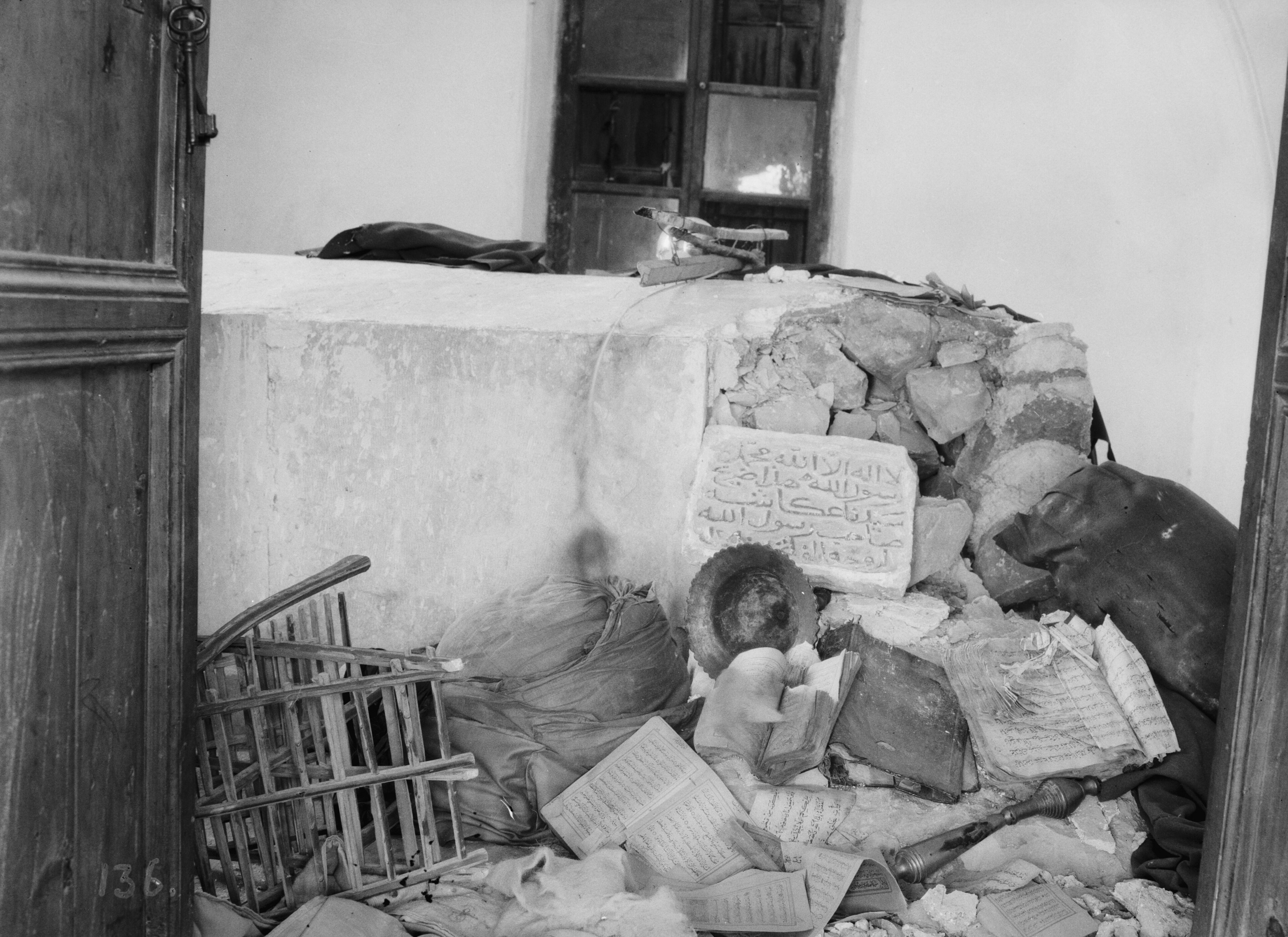
Tombes profanées dans la Mosquée Nebi Akasha lors des émeutes de Palestine de 1929. Détruites par des émeutiers juifs, du 23 au 31 août 1929.
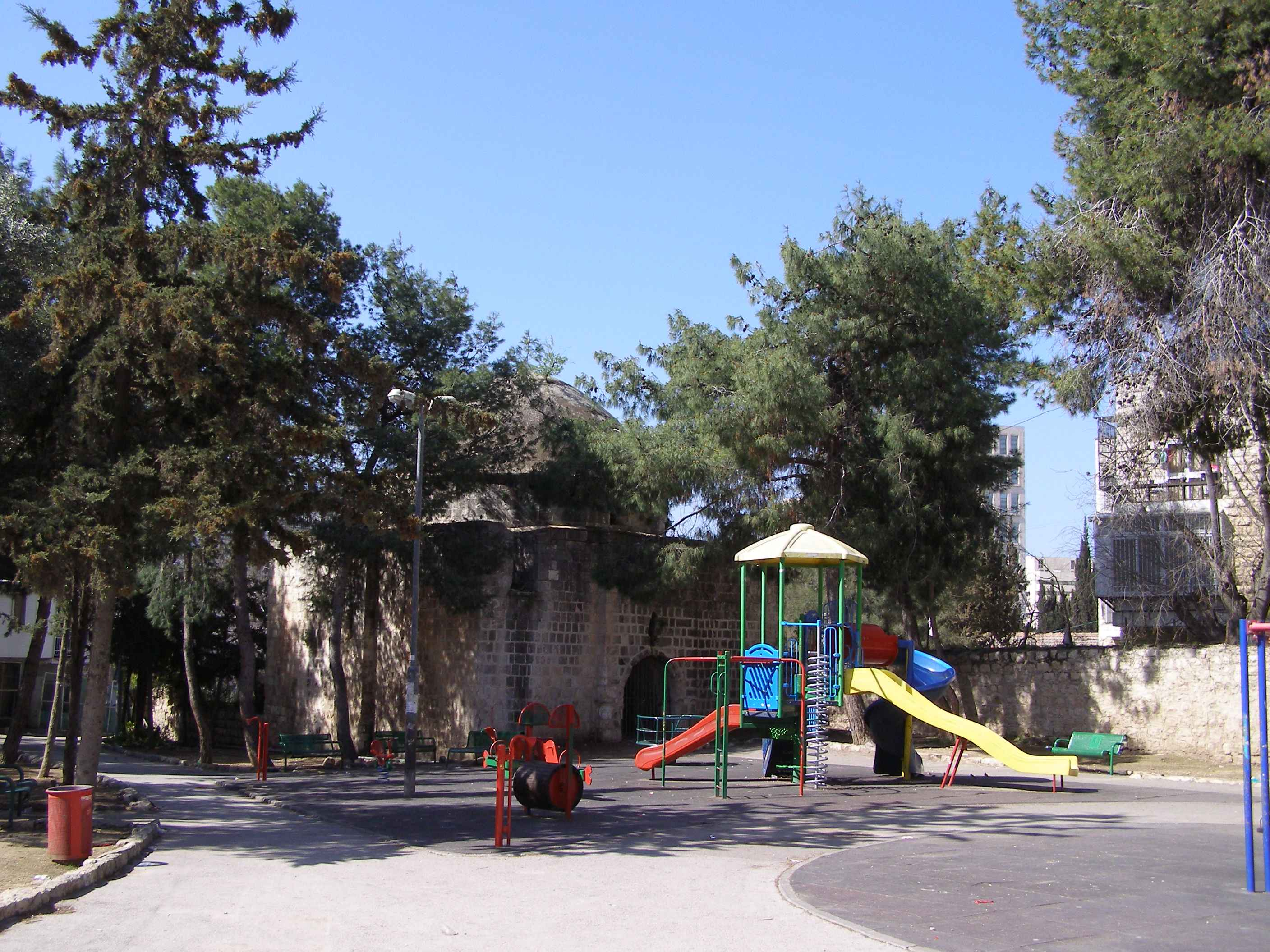
Parc situé entre la mosquée et le tombeau.
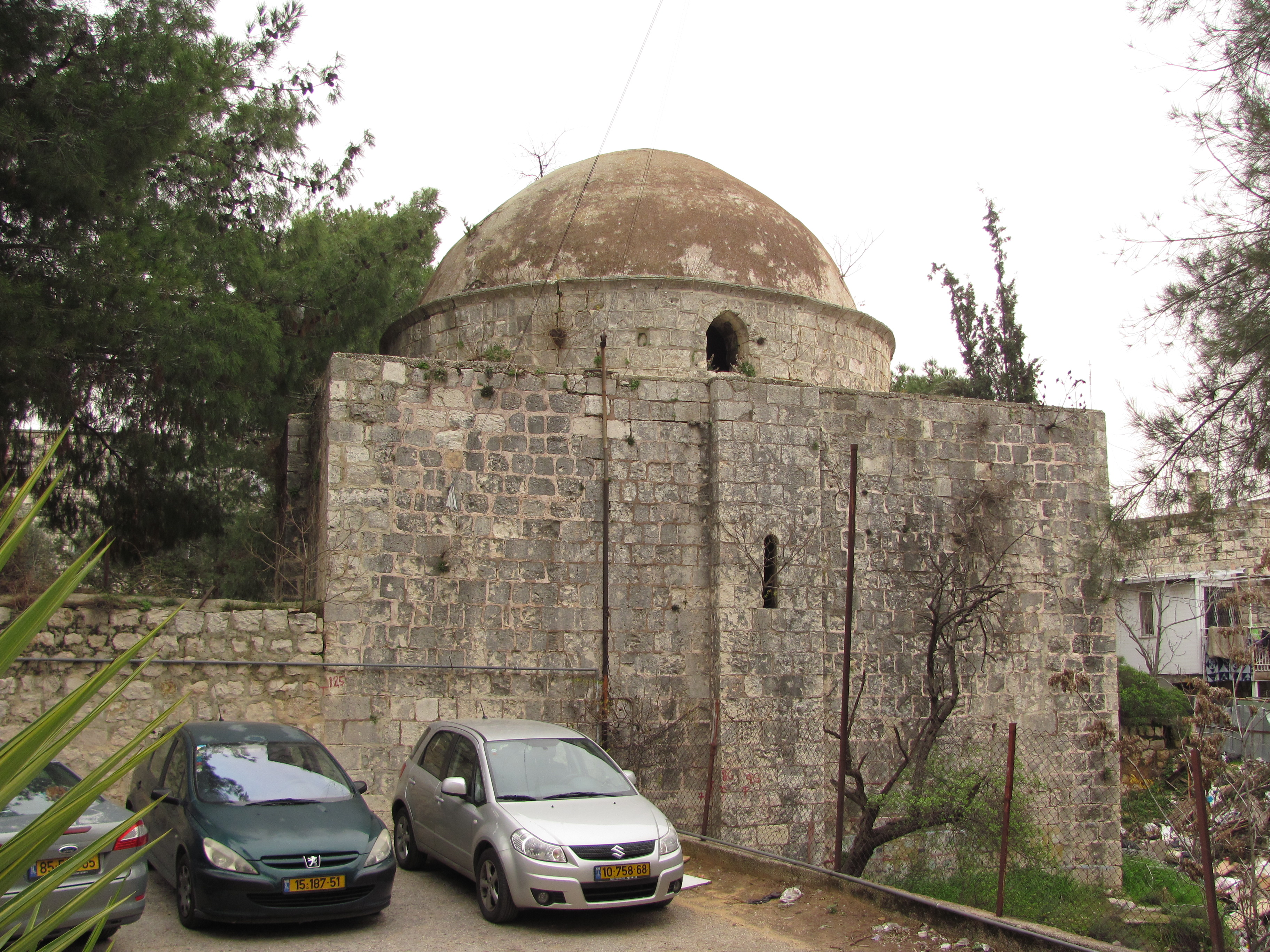
Tombeau de Nebi Akasha (Turbat Qameria).